# William Francis Giauque
William Francis Giauque (Niagara Falls, 12 maggio 1895 – Berkeley, 28 marzo 1982) è stato un chimico statunitense, vincitore del premio Nobel per la chimica nel 1949 per il suo contributo nel campo della termodinamica chimica, specificamente sullo studio del comportamento delle sostanze a basse temperature.

## Biografia
I suoi genitori erano cittadini statunitensi che si erano stabiliti per un breve periodo in Canada. La sua famiglia ritornò negli USA quando era ancora piccolo. Lì frequentò la scuola nel Michigan. In seguito alla morte di suo padre nel 1908, la sua famiglia si trasferì di nuovo a Niagara Falls, dove frequentò il Niagara Falls Collegiate Institute. Dopo il diploma, cercò invano lavoro in varie centrali elettriche a Niagara Falls sia per motivi economici sia perché voleva diventare un ingegnere elettronico.
Venne assunto dalla Hooker Electro-Chemical Company a Niagara Falls, New York. Poiché il suo nuovo lavoro gli piaceva, decise di diventare un ingegnere chimico. Due anni dopo entrò nel College of Chemistry dell'Università della California - Berkeley, dove ricevette una laurea breve in scienze con onori nel 1920. Ricevette il Ph.D. in chimica nel 1922.
Grazie alle sue eccezionali performance come studente, diventò un insegnante di Chimica a Berkeley nel 1922. Nel 1932 Giauque sposò Dr. Muriel Frances Ashley da cui ebbe due figli. Nel 1934 divenne Professore di Chimica a pieno titolo. Nel 1949 vinse il premio Nobel per la chimica "per il suo contributo nel campo della termodinamica chimica, specificamente sullo studio del comportamento delle sostanze a basse temperature". Si ritirò nel 1962. Morì il 28 marzo 1982 a Berkeley, in California.